# Tőry Gusztáv
Tőry Gusztáv, eredeti nevén Spiesz Gusztáv (Pest, 1857. október 24. – Budapest, 1925. október 30.) jogi doktor, igazságügyi miniszteri államtitkár, igazságügy-miniszter, kúriai elnök.

## Élete
Tőry Gusztáv és Kunig Rozália fia. Pesten végezte tanulmányait és szerezte meg a jogi doktori oklevelet. Németországban, Franciaországban és Angliában, majd Belgiumban és Svájcban egészítette ki jogi ismereteit. Állami szolgálatát 1880-ban mint joggyakornok kezdte meg a budapesti királyi ítélőtáblánál; ahonnét 1883-ban az igazságügyi minisztériumba helyezték át. 1898-tól, mint miniszteri tanácsos a nemzetközi ügyek osztályát vezette. Tevékeny részt vett a házassági jogról szóló törvény (1894. XXXI. tc.) nemzetközi rendelkezéseinek kidolgozásában. Németországban, valamint Svájcban hivatalos kiküldetései folytán tett tanulmányok alapján ő készítette az 1895. évi 27,243 sz. terjedelmes házassági utasításnak, úgyszintén az idézett törvény végrehajtása végett szükséges többi rendeletek legnagyobb részének tervezeteit. A gyermekek vallásáról szóló 1894. XXXII. tc., az állami anyakönyvekről szóló 1894. XXXIII. és a vallás szabad gyakorlatáról szóló 1895. XVIII. tc. alapján kibocsátott rendeletek megállapításában és gyakorlati meghonosításában szintén része volt. Sokat foglalkozott különösen a korábbi években birtokrendezési kérdésekkel és ő dolgozta ki a volt naszódvidéki községek birtokviszonyainak rendezéséről szóló 1890. XVIII. tc., továbbá az erdélyi részek és a volt Partium területén követendő birtokrendezési eljárás novelláját (1892. XXIV. tc.), nemkülönben a kapcsolatos rendeleteket és utasításokat, ezek közt az 1893. évi 356. sz. kimerítő utasítást is az erdélyrészi birtokrendezési eljárásról. Szerzője ezenkívül sok más igazságügy-miniszteri rendeletnek és intézkedésnek, valamint az igazságügyi kormány által a többi minisztériumok részére adott jogi véleménynek. Az igazságügyi kormányt más minisztériumoknál különösen, törvényalkotási kérdésekben gyakran képviselte.
Az 1901. és 1904. évi hágai magánjogi konferenciákon is jelen volt. 1902-ben lett miniszteri tanácsos, majd 1912-től államtitkár. A harmadik Wekerle-kormányban 1918. május 8-tól 31-ig viselte az igazságügy-miniszteri tárcát, 1920-tól 1925-ig volt a Kúria elnöke. Családi neve Spiesz volt. Felesége Burián Aranka, Burián János és Jalics Ilona lánya volt, 1946-ban halt meg Budapesten.

## Munkái
- A hágai harmadik nemzetközi konferenczia határozatairól. Tanulmány. Bpest, 1901.
- Inaugural Adress delivered of the royal Hungarian minister of justice. Uo. 1908. (The conference of the international law association in Budapest, 1908.).

Szerkesztette az 1892 óta kiadott Igazságügyi Közlöny c. hivatalos lapot; 1898-tól az igazságügyi minisztérium működéséről (1875-87., 1892-95., 1895-98. sat) minden esztendőben kiadott Jelentés szerkesztő tagja volt.